# Šaljivec z lutnjo
Šaljivec z lutnjo je slika Olje na platnu iz leta 1623 ali 1624, ki je zdaj v Louvru in jo je ustvaril haarlemski slikar Frans Hals, in prikazuje nasmejanega igralca v kostumu norčka ki igra lutnjo.
To sliko so dokumentirali Wilhelm von Bode leta 1883, Ernst Wilhelm Moes leta 1909 in Hofstede de Groot leta 1910, ki je zapisal:

98. BOREC Z MANDOLINO. B. 45; M. 216.- Poldolžina. Moški se je obrnil na pol desno v rdečem kostumu, obrobljenem z rumeno. Ima dolge lase in nosi rdeče-rumeno čepico. Njegova glava je vidna v celoti; pogleda navzgor na levo. Z desnico se dotika strun mandoline; levo roko prime za vrat. Zelo prosto rokovanje. Še posebej dobri so različni kontrastni odtenki mesa, rdeča in rumena barva kostuma ter odsevi v očeh. [Primerjaj 95.] Podpisan desno zgoraj, F. H.; platno, približno 29 krat 24 palcev. Kopija (B. 16 in glej M. 216) je v katalogu Rijksmuseum, Amsterdam, 1907, št. 1093; meri 26 krat 24 palcev, pri vznožju ima precej manj kot izvirnik. V zbirki barona Gustava de Rothschilda, Pariz.
Tema lutnjarja, naslikanega v polovični dolžini, izvira iz Italije, nizozemski slikar Dirck van Baburen pa je to temo prvi predstavil na severu Nizozemske s svojim lutnjarjem iz leta 1622. Baburenov igralec lutnjo z odprtimi usti usmerja proti gledalcu pesem. Halsov igralec gleda navzgor in se naravno smehlja, kot da igra s pevcem ali drugim glasbenikom, ki ni na vidiku. Ta slika je dober primer Halsovega 'grobega sloga' slikanja z ohlapnimi potezami čopiča.
Kopija iz obdobja, ki je zdaj v zbirki Rijksmuseuma, je bila na podlagi gravure datirana pred leto 1626 in je bila različno pripisana Halsu, njegovemu bratu Dirku in Judith Leyster.
Dve drugi Halsovi sliki lutnjarjevv sta:
- Test za nohte
- Fant s kozarcem in lutnjo

Hals ni bil edini slikar, na katerega je vplival Baburen. Hendrik ter Brugghen je v 1620-ih naslikal več igralcev na lutnjo in zdi se, da nekateri od njih združujejo vidike Baburena in Halsa, čeprav se zdi, da njegova kasnejša različica bolj sledi Halsu.
- Baburenov "prvi" lutnjist leta 1622
- Lutnjist iz leta 1624 Hendricka ter Brugghena
- Lutnjist iz leta 1628 Hendricka ter Brugghena
- 1629 Serenada Judith Leyster

## Kasnejši vplivi
To sliko so kopirali drugi umetniki, predvsem David Bailly na svojem avtoportretu iz leta 1651 z vplivi svojega umetnika in Adriaan de Lelie s svojim avtoportretom iz leta 1813 z Josephusom Augustinom Brentanom, vključno s to sliko na steni Brentanove zbirke. Vidiki slike so bili prav tako kopirani, kot sta položaj rok in navzgor nasmejan obraz, kot je avtoportret Jana Steena kot nasmejanega lutnjista.
- Avtoportret Davida Baillyja s skico te slike na steni
- Avtoportret Jana Steena
- Herengracht 542–544, lokacija nekdanje galerije zbiratelja umetnin Josephusa Augustina Brentana

Sliko je leta 1873 kupil Gustave de Rothschild (1829–1911) in je ostala v družini več kot stoletje do leta 1984.